# IC 1620

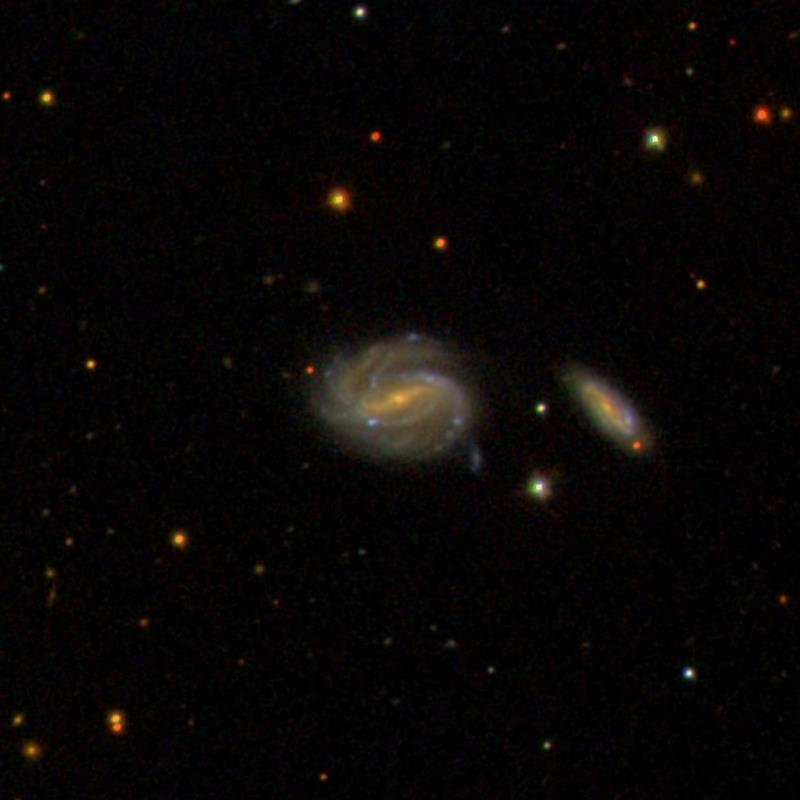
IC 1620

IC 1620 — галактика типу SBbc (компактна витягнута галактика) у сузір'ї Риби.
Цей об'єкт міститься в оригінальній редакції індексного каталогу.